# Quadre de diàleg

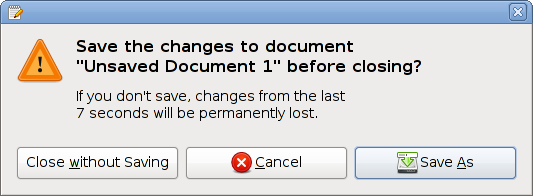
Exemple de quadre de diàleg de gedit.

Un quadre de diàleg (en anglès dialog box) és un tipus de finestra que permet la comunicació simple entre l'usuari i el sistema informàtic.
El tipus de quadre de diàleg més simple únicament informa l'usuari mostrant un text (i eventualment objectes gràfics) i ofereix l'opció de tancar el quadre.